# Aleksa Kolaković
Aleksa Kolaković (serbisch-kyrillisch Алекса Колаковић; * 10. August 1997 in Podgorica, BR Jugoslawien) ist ein serbisch-montenegrinischer Handballspieler.

## Karriere

### Verein
Der 1,89 m große mittlere Rückraumspieler wechselte bereits mit 16 Jahren in die Jugendabteilung des slowenischen Vereins RD Slovan. Mit 17 Jahren ging er nach Frankreich zu Saint-Raphaël Var Handball, wo er ab der Saison 2015/16 zu ersten Einsätzen in der Starligue kam. International nahm er mehrfach am EHF-Pokal teil. Seit 2022 läuft er für den Ligakonkurrenten C’ Chartres Métropole HB auf.

### Nationalmannschaft
Mit der serbischen A-Nationalmannschaft belegte Aleksa Kolaković den 20. Platz bei der Europameisterschaft 2020, dabei blieb er in zwei Einsätzen ohne Torerfolg. Bisher bestritt er 17 Länderspiele, in denen er elf Tore erzielte.

## Privates
Sein Vater Igor ist Trainer der serbischen Männer-Volleyballnationalmannschaft, seine Mutter Sandra ehemalige Handballspielerin und Trainerin der serbischen Frauen-Handballnationalmannschaft. Er hat zudem einen älteren Bruder.